# Lisse

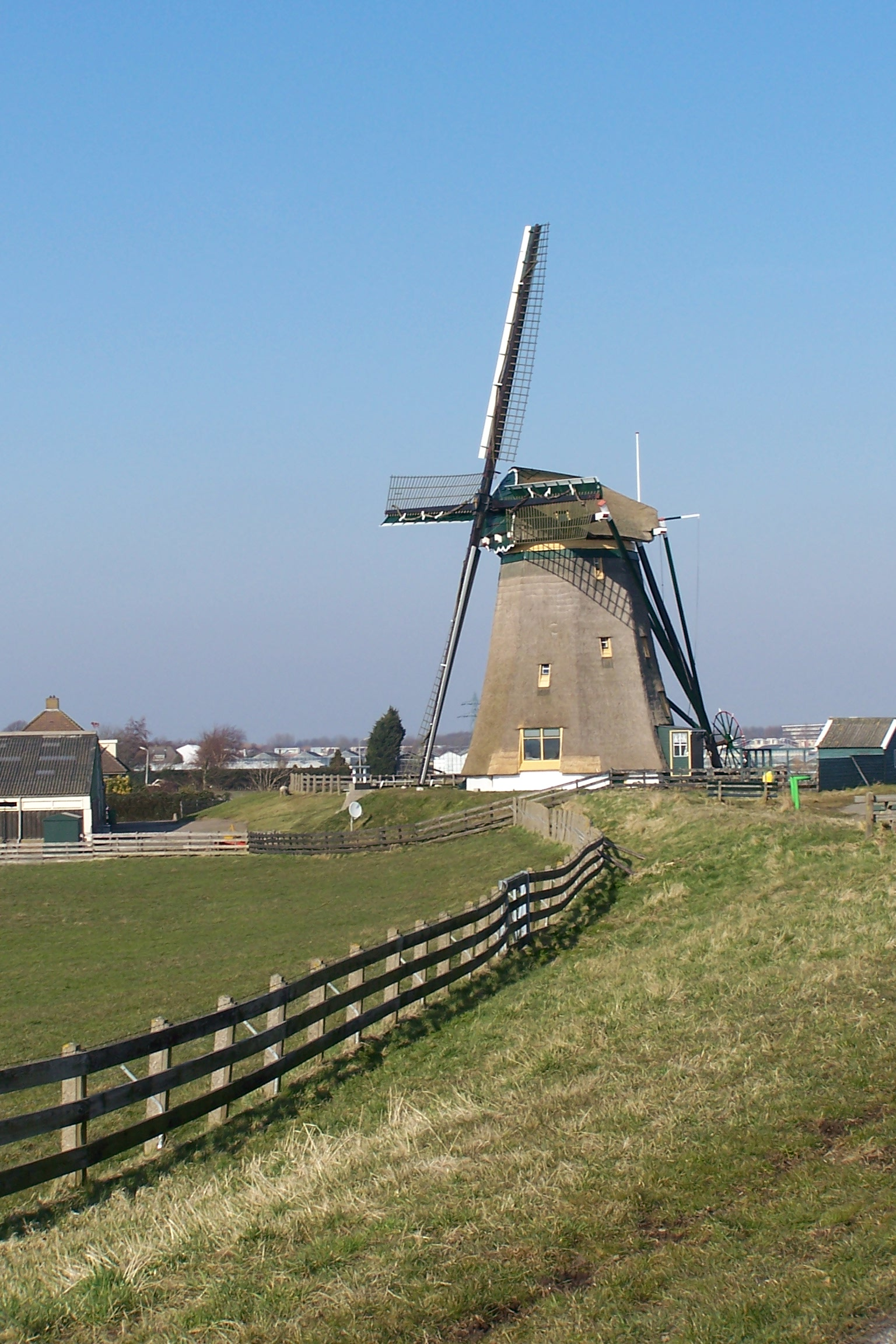
Cối xay gió ở Lisse.

Lisse là một đô thị ở phía tây Hà Lan, trong tỉnh Zuid-Holland. Đô thị này có diện tích 16,11 km² (10.01 mile²) trong đó 0,41 km² (0,25 mile²) là diện tích mặt nước. Dân số 21864 người (1 tháng 11 năm 2006.